# Krzyszkowice (województwo małopolskie)
Krzyszkowice – wieś w Polsce, położona w województwie małopolskim, w powiecie myślenickim, w gminie Myślenice.

## Położenie
Przez miejscowość przechodzi droga krajowa nr 7 łącząca Kraków z Zakopanem (fragment międzynarodowej trasy E77), stanowiąca na tym odcinku część „zakopianki”.

## Integralne części wsi
| części wsi | Borzyny, Brzeg, Dół, Dwór, Działy, Gać, Góra, Granice, Pod Dębiną, Podlesie, Poręby, Psiary, Pustać |

## Historia
Wieś duchowna położona była w drugiej połowie XVI wieku w powiecie szczyrzyckim województwa krakowskiego. Własność klasztoru cystersów w Szczyrzycu.
Po kasacie dóbr kościelnych przez rząd austriacki w 1772 r. Krzyszkowice zostały sprzedane Włodzimierzowi Dębskiemu. Następnie właścicielami ich byli Łukasz i Natalia Dobrzańscy. W 1869 r. nabyła je księżna Augusta de Montléart, właścicielka klucza myślenickiego i Zawady. Po nagłej śmierci księżnej powróciły do Natalii Dobrzańskiej.
W latach 1954–1961 wieś należała i była siedzibą władz gromady Krzyszkowice, po jej zniesieniu w gromadzie Głogoczów. W latach 1975–1998 miejscowość administracyjnie należała do województwa krakowskiego.

## Zabytki
Obiekty wpisane do rejestru zabytków nieruchomych województwa małopolskiego.
- Kościół parafialny pw. św. Anny z otoczeniem w obrębie ogrodzenia;
- zespół dworsko-parkowy: park;
- dom nr 30 (w trakcie przenoszenia do skansenu);
- część budynku „starej” szkoły.

## Galeria zdjęć

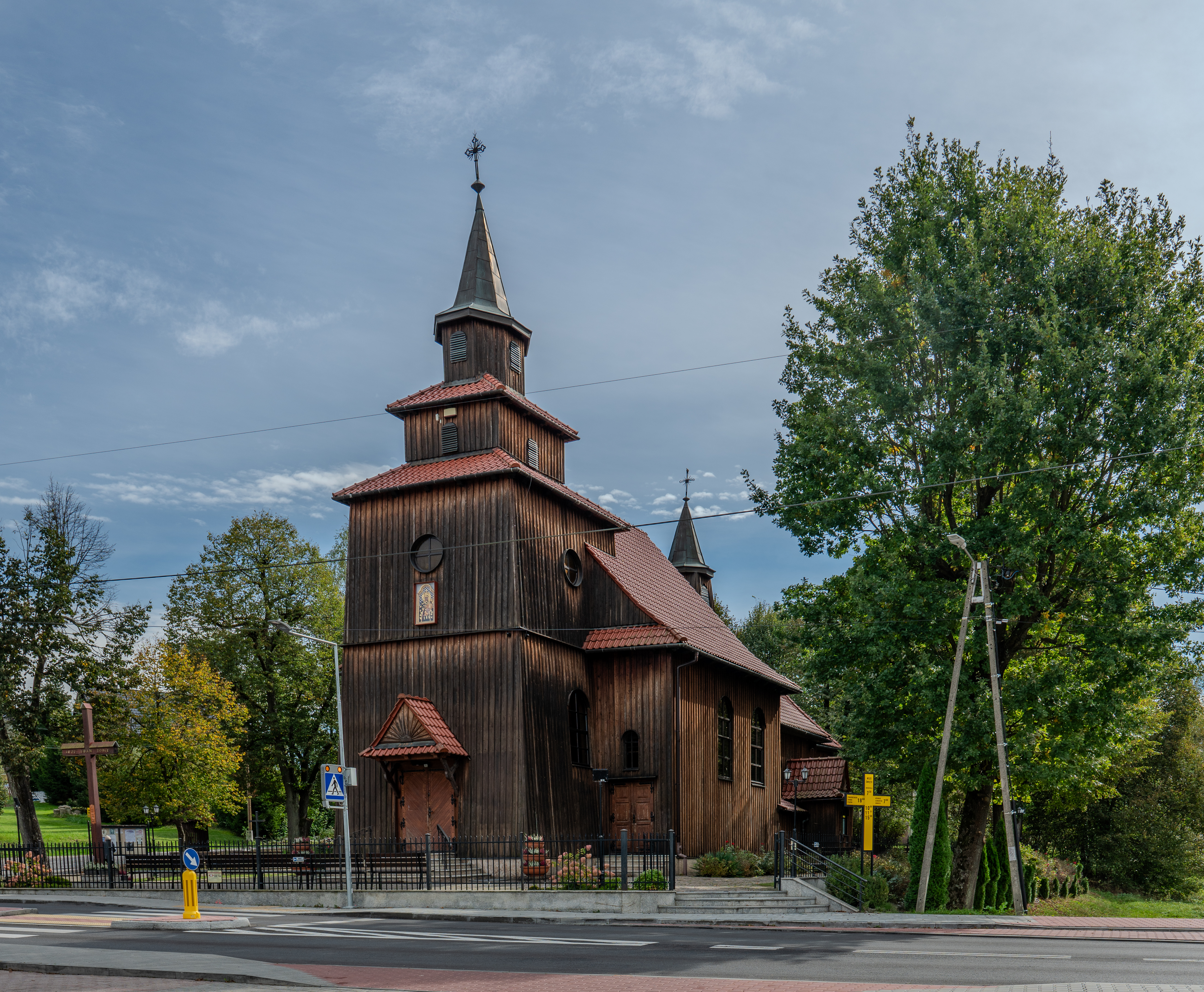
Kościół
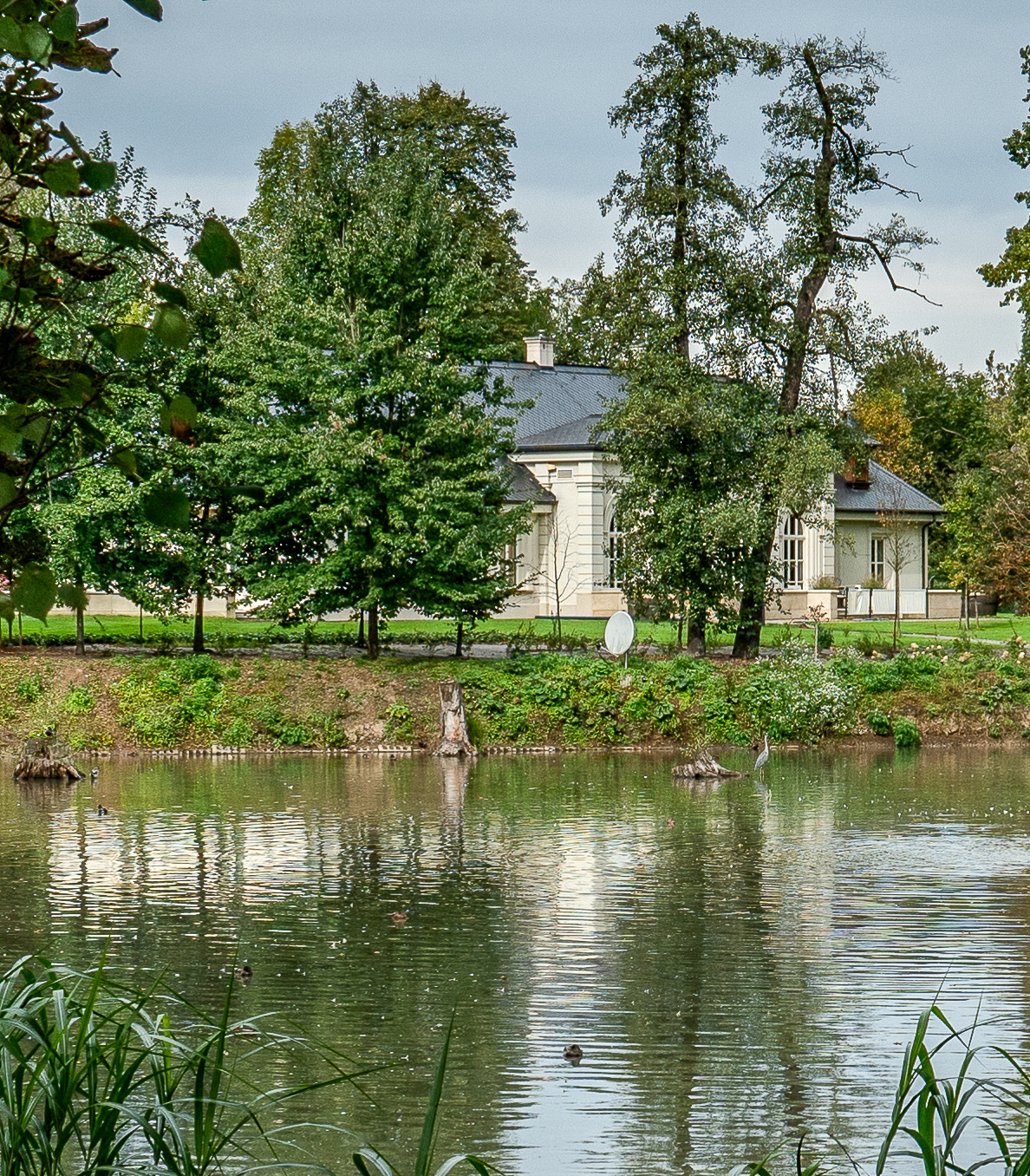
Dwór
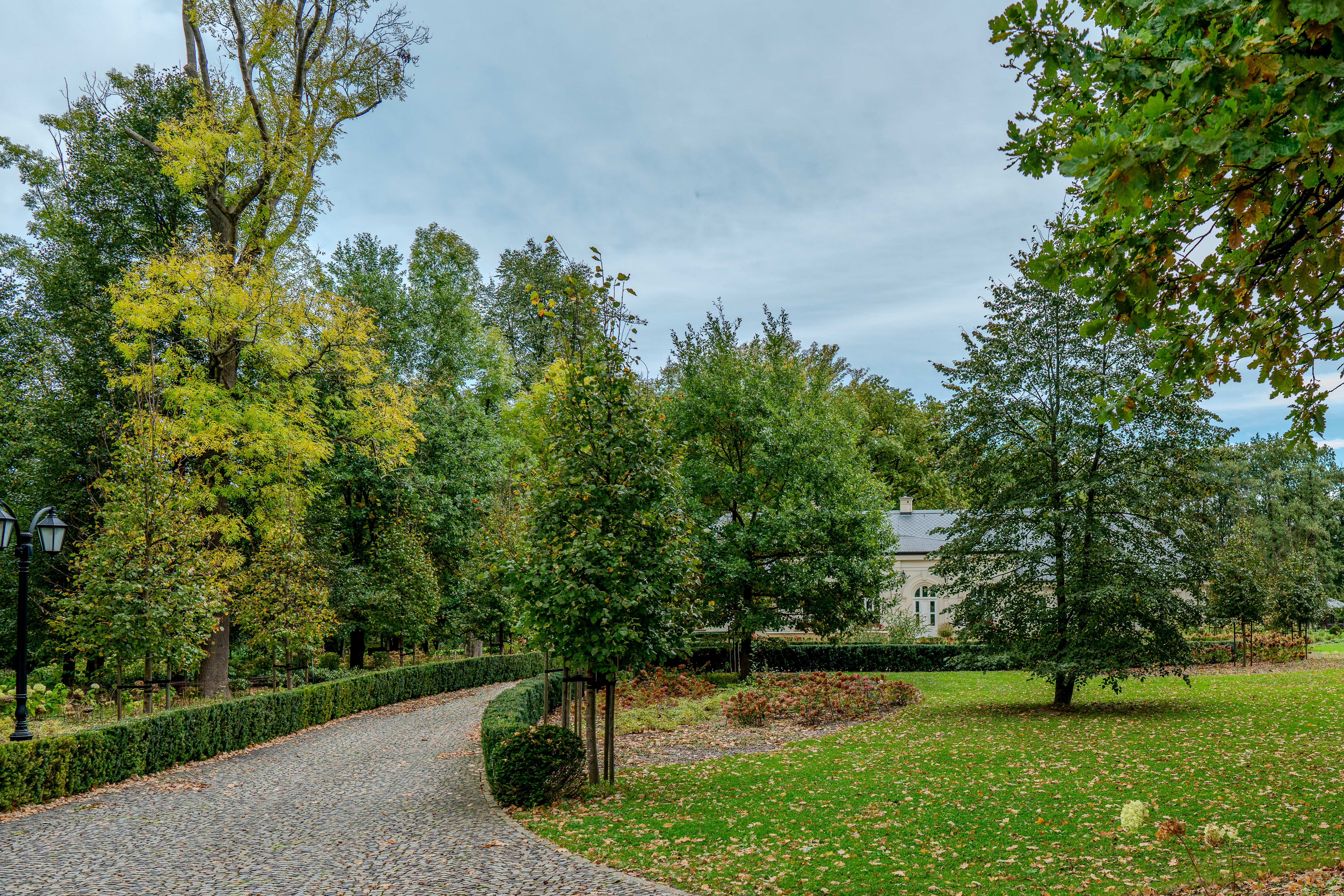
Park dworski
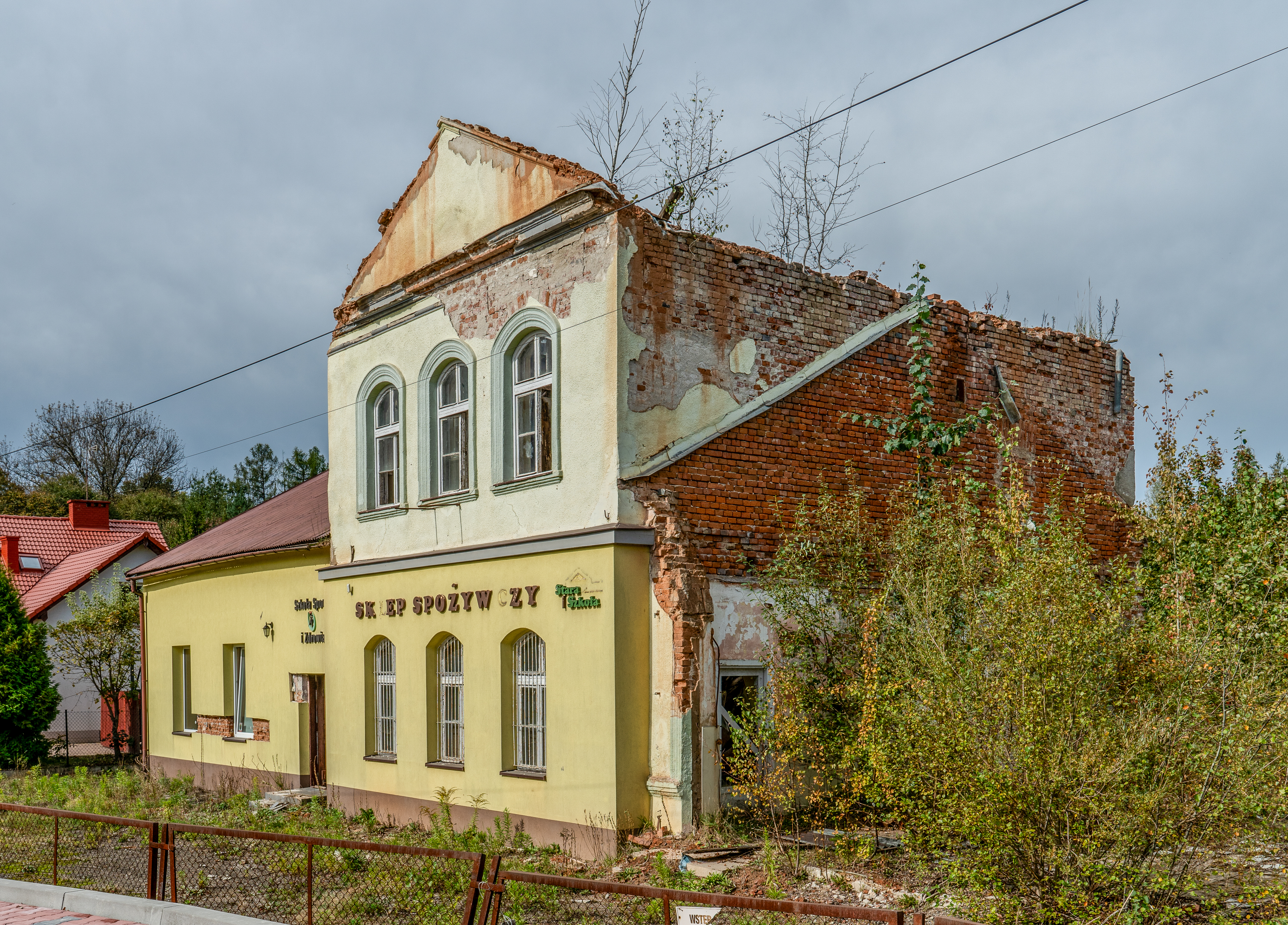
Stara szkoła
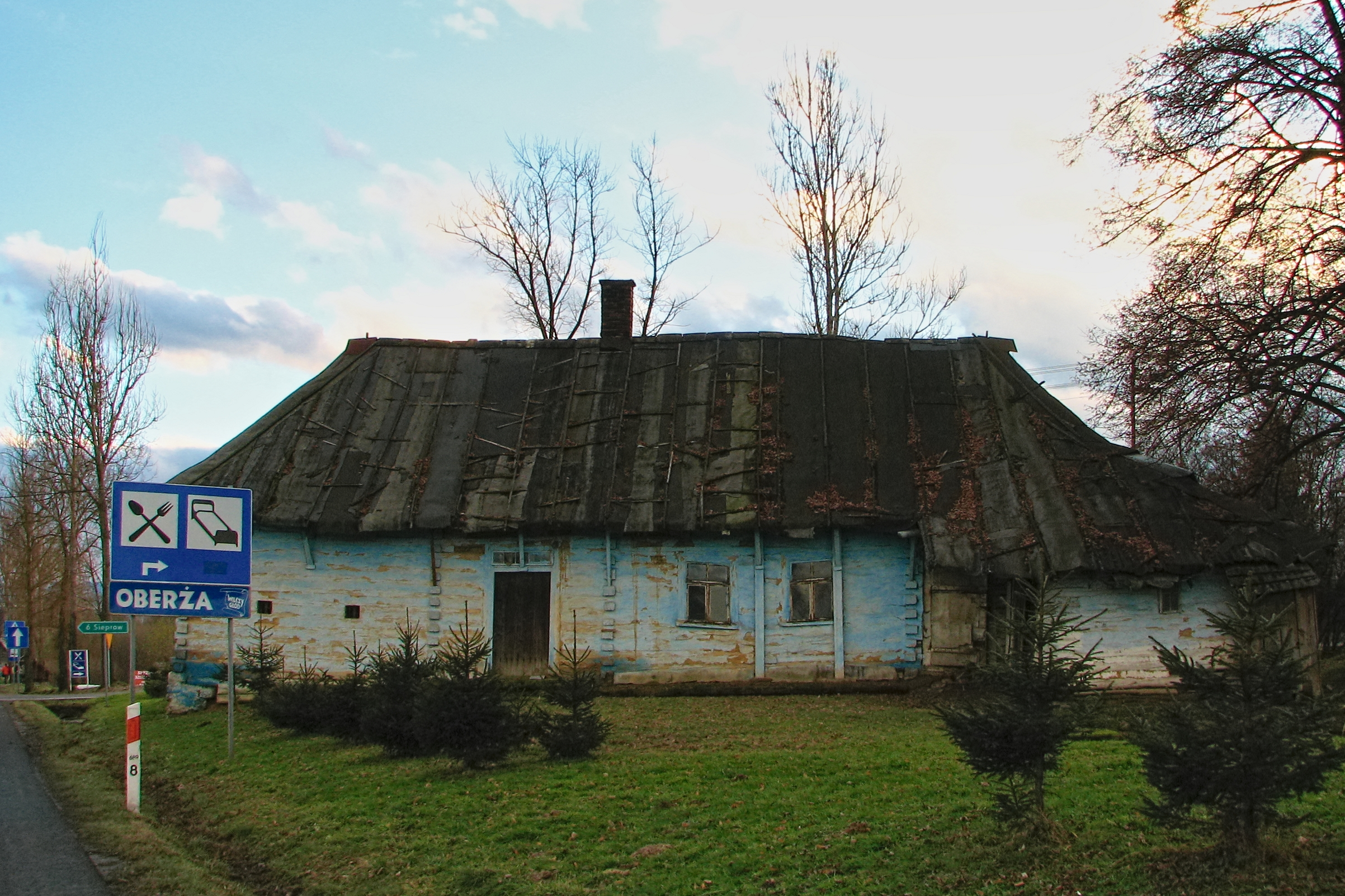
Dom nr 30 w 2007 r.
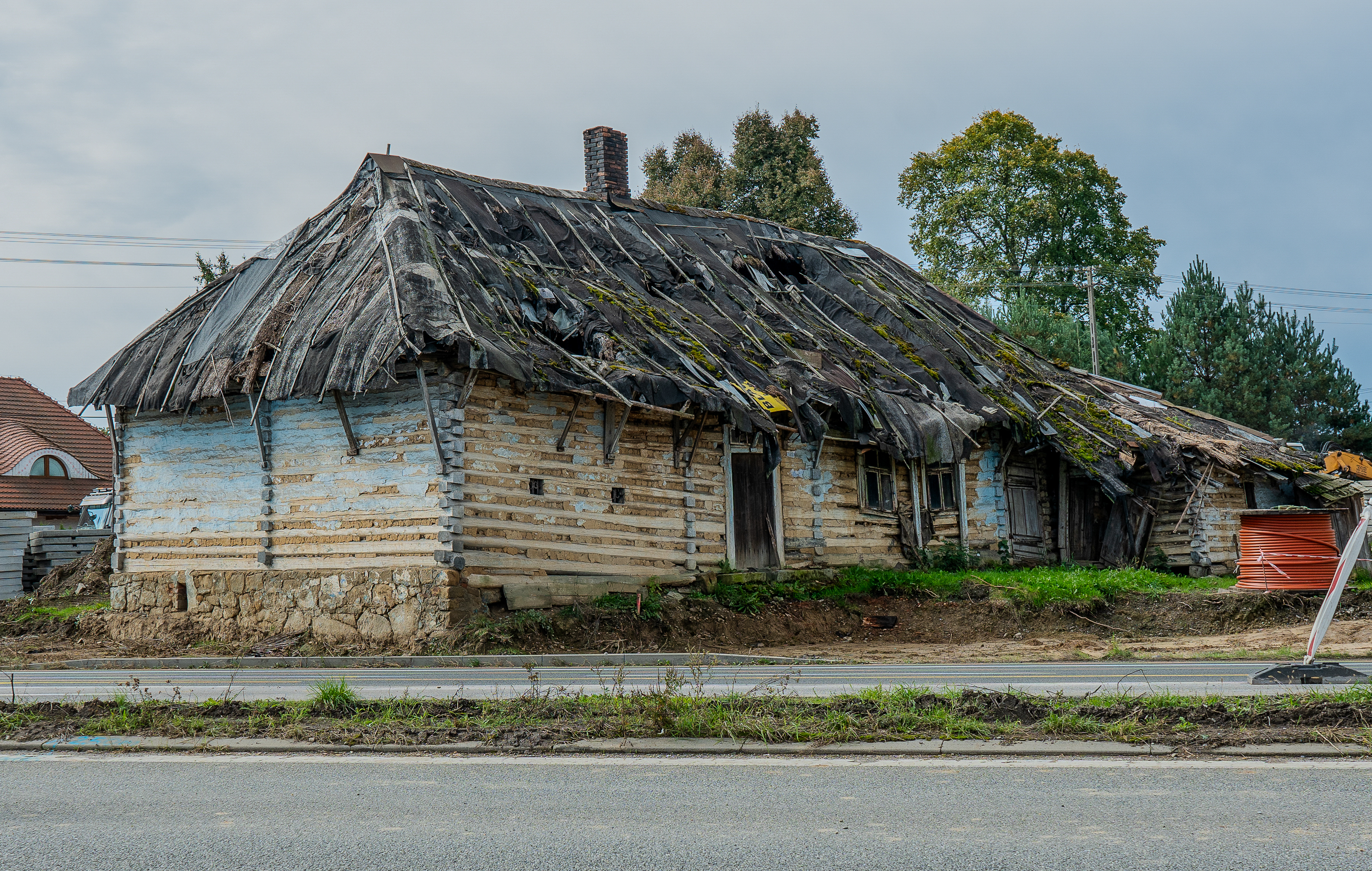
Dom nr 30 w 2024 r.